# Капріхроміс
Рід налічує 2 види риб родини цихлові.

## Види
- Caprichromis liemi (McKaye & MacKenzie 1982)
- Caprichromis orthognathus (Trewavas 1935)